# Cristal Snow

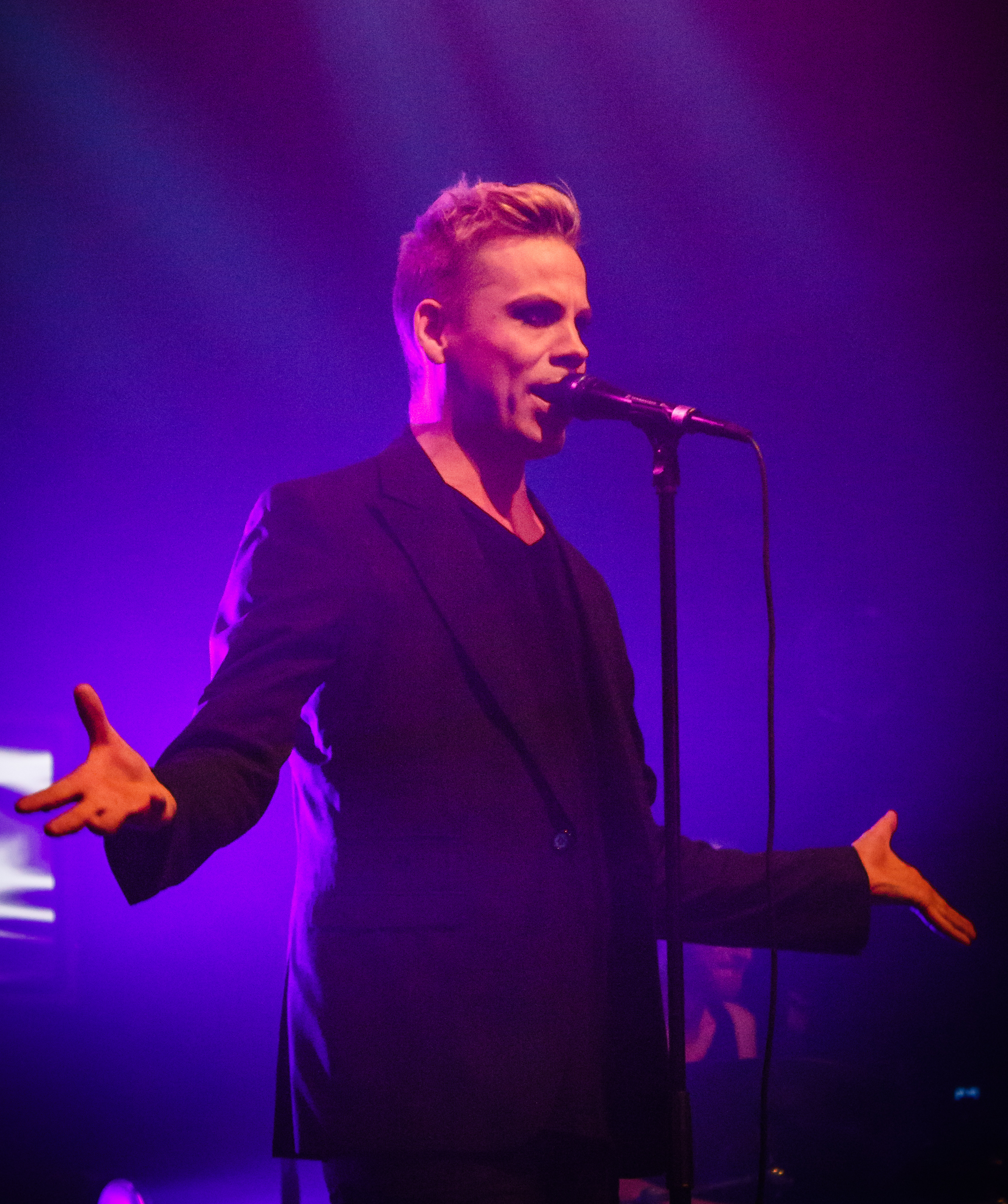
Cristal Snow

Cristal Snow, eigentlich Tapio Huuska (* in Naantali, Finnland), ist ein finnischer Electro-Musiker. Er war einer der finnischen Kandidaten in der nationalen Vorausscheidung zum Eurovision Song Contest in den Jahren 2008 und 2016, wobei jedoch jeweils andere Kandidaten als Repräsentanten ausgewählt wurden.

## Leben
Cristal Snow wurde in Naantali geboren, ist aber in Kankaanpää, einer kleinen Stadt in Finnland aufgewachsen. Nachdem er die High School abgeschlossen hatte, zog er nach New York, um an das City College zu gehen. Er begann Kreatives Schreiben und Theater zu studieren. Nach sieben Jahren Hochschule und nachdem er viele Erfahrungen bei Auftritten in Nachtclubs von New York gesammelt hatte, zog Cristal zurück nach Finnland, um seine Sängerkarriere fortzusetzen.
2007 unterzeichnete Cristal einen Plattenvertrag mit Helsinki Music Group, einem Sub-Label von Warner Music Group. Sein Debütalbum The Prophecy stieg im März 2008 direkt in die Top Ten ein. Er machte eine Tour durch ganz Finnland und gab fast 100 Shows im Jahre 2008. 2009 wurde Cristal ein Radiomoderator in einer der höchstbewertesten Nachmittagsshow in Finnland, NRJ. Er unterzeichnete einen Jahresvertrag mit einer Rundfunkgesellschaft und obwohl die Bewertungen hoch waren, verließ Cristal 2010 die Show, um für sein zweites Album zu werben.
Cristal Snows zweites Album God You Made Me Wicked wurde 2010 veröffentlicht. Es wurden außerdem vier Singles aus dem Album veröffentlicht: Turn Me Up, Killing Me, Wicked und Surrender.
Snows Diskographie wird im Vereinigten Königreich, in Kanada, Frankreich, Deutschland, Schweden, Irland, Italien und vielen weiteren Ländern digital vertrieben.

## Diskografie

### Alben
- The Prophecy (2008) Finnische Albumcharts # 10[2]
- God You Made Me Wicked (2010)

Quelle:

### Singles
- Pump It Up (2007) Finnische Singlechart # 5[4]
- Cristal Clear (2007) Finnische Singlechart # 7[5]
- Scarred (feat. Elena Mady) (2007) Finnische Singlechart # 20[6]
- Can't Save Me (2008)
- China Cool (2008, Promo, nur digital)
- Turn Me Up (2009, Promo, nur digital)
- Killing Me (2010, Promo, nur digital)
- Wicked (2010, Promo, nur digital)
- Surrender (2010, Promo, nur digital)

Quelle:

### Musikvideos
| Jahr | Titel                      | Album                  |
| ---- | -------------------------- | ---------------------- |
| 2012 | Venom (Orchestral Version) | God You Made Me Wicked |
| 2010 | Surrender                  | God You Made Me Wicked |
| 2010 | Wicked                     | God You Made Me Wicked |
| 2010 | Killing Me                 | God You Made Me Wicked |
| 2009 | Turn Me Up                 | God You Made Me Wicked |
| 2008 | China Cool                 | The Prophecy           |
| 2008 | Can't Save Me              | The Prophecy           |
| 2007 | Scarred                    | The Prophecy           |
| 2007 | Cristal Clear              | The Prophecy           |
| 2007 | Pump It Up                 | The Prophecy           |